# Острова Иеске
Острова́ Ие́ске — группа из двух островов в архипелаге Земля Франца-Иосифа, Приморский район Архангельской области России.
Расположены в центральной части архипелага у северо-восточного побережья острова Солсбери в районе мыса Харкнесса.
Больший остров группы имеет вытянутую форму длиной около 500 метров без существенных возвышенностей с каменистыми россыпями по всей территории, меньший остров имеет менее 50 метров в длину.
Названы в честь Николая Мартыновича Иеске, одного из первых советских авиаторов.